# DreamSpark
A DreamSpark a Microsoft programja, mellyel a diákok számára nyújt fejlesztési és design eszközöket díjmentesen. A program eredetileg csak Fehéroroszországban, Belgiumban, Kínában, Finnországban, Franciaországban, Németországban, Indiában, Hollandiában, Spanyolországban, Svédországban, Svájcban, Tunéziában, az Egyesült Királyságban és az Egyesült Államokban az egyetemi/főiskolai hallgatóknak volt elérhető, de mára már több mint 80 országban, középiskolásoknak is elérhető. A regisztráláshoz a diákoknak csak fel kell keresni a DreamSpark weboldalát és igazolniuk kell, hogy ők diákok.
A DreamSpark programot Bill Gates jelentette be 2008. február 19-én egy beszéde során a Stanford Egyetemen. A becslések szerint 35 millió diák lesz képes hozzáférni ezekhez az ingyenes szoftverekhez e programon keresztül.

## Igazolás
A regisztrációhoz igazolni kell a hallgatói jogviszonyt. Ez aktiváló kóddal (amit az oktatási intézmény ad), nemzetközi diákigazolvánnyal vagy oktatási intézményben kapott saját e-mail-címmel történhet (az első és a harmadik eset csak akkor működik, ha az intézményt már regisztrálták a rendszerbe).

## Kínált termékek
Számos termék tölthető le a programon keresztül. Ezek a következők:

### Ingyenesen elérhető, kereskedelmi forgalomban lévő termékek
- Visual Studio 2008 and 2010 Professional Editions
- Visual Studio LightSwitch 2011
- Expression Studio 4 Ultimate (includes Web+SuperPreview, Blend+SketchFlow, Design and Encoder Pro) (without H.264 codec)
- Microsoft SQL Server 2012 Microsoft SQL Server 2008
- Windows Server 2008 Standard Edition (x86 and x64)
- Windows Server 2008 R2 Standard Edition x64
- Windows Embedded CE 6.0 although not R3.
- Windows Embedded Standard 7

### Egyébként is ingyenes termékek
- Visual Studio Express 2010 and 2008 and SQL Server Express
- Microsoft Robotics Developer Studio 2008 R3 and Microsoft CCR and DSS Toolkit 2008
- XNA Game Studio 4.0
- Virtual PC 2007
- Windows Phone Developer Tools
- Windows MultiPoint Mouse SDK
- Microsoft Small Basic
- Kodu Game Lab
- Microsoft Mathematics

### Korábban felkínált termékek
- Expression Studio 1 (included Web, Blend, Design, Encoder and Media)
- Expression Studio 2 (includes Web, Blend, Design, Encoder and Media)
- Expression Studio 3 (includes Web, Blend, Design and Encoder)
- Microsoft SQL Server 2005 Developer Edition (x86 only)
- Microsoft SQL Server 2008 Developer Edition (x86 and x64)
- Visual Studio 2005 Express
- Visual Studio 2005 Professional Edition
- XNA Game Studio 3.1
- Windows Server 2003 R2 Standard Edition (x86 only)

### Ajánlatok
- 12 hónapos Academic próba tagság a XNA Creators Clubban
- Ingyenes regisztráció a Windows Phone 7 piacterére fejlesztőként (egyébként 99 dollár) és az első 5 alkalmazáspublikálás ingyenes
- Ingyenes 90-napos előfizetés Pluralsight tanfolyamra